# Neaufles-Saint-Martin
Neaufles-Saint-Martin är en kommun i departementet Eure i regionen Normandie i norra Frankrike. Kommunen ligger i kantonen Gisors som tillhör arrondissementet Les Andelys. År 2022 hade Neaufles-Saint-Martin 1 306 invånare.

## Befolkningsutveckling
Antalet invånare i kommunen Neaufles-Saint-Martin
Referens:INSEE